# Santos Futebol Clube
El Santos Futebol Clube és un club de futbol brasiler de la ciutat de Santos a l'estat de São Paulo.

## Història
El Santos Foot-Ball Club es va fundar el 14 d'abril de 1912, per iniciativa de Raimundo Marques, Mário Ferraz de Campos i Argemiro de Souza Júnior. El seu primer campionat paulista el guanyà l'any 1935.
La seva època daurada la visqué durant els anys seixanta, amb jugadors com ara Coutinho, Pepe, però per damunt de tots Pelé. Durant aquests anys guanyà 9 campionats estatals, dues Libertadores i sis campionats brasilers. A més, disputà nombrosíssims amistosos arreu del món, per l'efecte reclam que causava Pelé.
El final d'aquesta època daurada coincidí amb la retirada de Pelé, l'any 1972. Des d'aleshores fins als anys 2000 el club només guanyà tres títols importants, dos campionats estatals (1978 i 1984) i la Copa Conmebol el 1998. Amb l'arribada del nou president Marcelo Teixeira i joves jugadors com Robinho, Diego, Elano, Léo i Renato, el club va viure un reviscolament traduït en dos títols brasilers els anys 2002 i 2004.
El 20 de gener de 1998, el Santos esdevingué el primer club de tot el món en superar la barrera dels 10.000 gols marcats.
El 2009, l'equip revelat la generació de Neymar, Ganso i André. El 2010, Robinho va arribar i a emetre cridó l'atenció del Brasil amb moltes knockouts, regat i celebracions. Va guanyar el Paulistão i Copa del Brasil en el mateix any.
L'any 2011 va guanyar per tercer cop la Copa Libertadores, el que li proporcionà poder disputar el Mundialet de clubs que acabà perdent en la final per 4 gols a 0 contra el FC Barcelona. El 2012 va guanyar el campionat Paulista per tercera vegada consecutiva i llevò la Recopa Sud-Americana.
El 26 de maig de 2013, el Santos i el FC Barcelona van anunciar l'acord pel traspàs dels drets federatius del jugador Neymar per un import de 17,1 milions d'euros. Les irregularitats comeses pels directius del FC Barcelona i els representants del jugador Neymar en la formalització de l'acord, va donar lloc a l'escàndol de corrupció conegut com a Cas Neymar o Neymargate.
El 2 de febrer de 2014, Gabigol va marcar el gol 12000 en el partit contra el Botafogo-SP.
El 2016, va guanyar el Paulistão per segona vegada consecutiva i tres jugadors van ser convocats per la selecció campiona olímpica

## Estadi
El Santos juga a l'Estadi Urbano Caldeira, també conegut com a Vila Belmiro. L'estadi fou inaugurat el 12 d'octubre de 1916. Actualment té una capacitat per a 20.120 espectadors, tot i que el rècord de l'estadi és de 33.000 en un partit contra el Corinthians (amb empat, 0-0 el 1964).

## Entrenadors destacats
- Lula
- Carlos Alberto Silva
- Pepe
- Cabralzinho
- Vanderlei Luxemburgo
- Émerson Leão
- Muricy Ramalho
- Dorival Júnior

## Jugadors destacats
| - Pelé - Sérgio Manoel - Carlos Alberto Torres - Clodoaldo - Coutinho - Gilmar - Edu - Neymar - Robinho | - Zito - Toninho Guerreiro - Araken - Claudio Maldonado - Elano Blumer - Giovanni - Pita - Almir | - Serginho Chulapa - Agustín Mario Cejas - Mengalvio - Dorval - Dunga - Ricardinho - Paulo Henrique Ganso - Paulo Sérgio Rosa 'Viola' |  |

## Palmarès
- 2 Copa Intercontinental de futbol: 1962, 1963
- 1 Recopa Mundial: 1968
- 1 Recopa Sud-americana: 2012
- 1 Copa Conmebol: 1998
- 3 Copes Libertadores: 1962, 1963, 2011
- 8 Campionat brasiler de futbol: 1961, 1962, 1963, 1964, 1965, 1968, 2002, 2004
- 1 Copa do Brasil: 2010
- 5 Torneig Rio-São Paulo: 1959, 1963, 1964, 1966, 1997
- 22 Campionat paulista: 1935, 1955, 1956, 1958, 1960, 1961, 1962, 1964, 1965, 1967, 1968, 1969, 1973, 1978, 1984, 2006, 2007, 2010, 2011, 2012, 2015, 2016
- 1 Copa paulista-Copa FPF: 2004